# جرتوده
جرتوده، روستایی است از توابع بخش مرکزی شهرستان قوچان در استان خراسان رضوی ایران مردم روستا به زبان کرمانجی خراسانی تکلم میکنند.
روستای جرتوده محصول کشاورزی اصلی آن انگور بی دانه است که جزو بهترین انگور ایران است 
و همچنین محصولات کشاورزی نظیر بادام گردو سیب به آلبالو گیلاس گلابی و...

## جمعیت
این روستا در دهستان قوچان عتیق قرار داشته و براساس سرشماری سال ۱۳۸۵جمعیت آن ۴۸۲ نفر (۱۳۸ خانوار) بوده است.